# Barajul Mahardah
Barajul Mahardah, scris și Barajul Mhardeh, este un baraj de terasament pe râul Orontes în orașul Mahardah, Guvernoratul Hama, Siria. A fost finalizat în 1960 cu scopul principal de irigare. A fost construit de firma bulgară Hydrostroy împreună cu barajul al-Rastan, în amonte și, de asemenea, pe Orontes.